# François Blanc (poète)
Pour les articles homonymes, voir Blanc (homonymie) et François Blanc.
François Blanc (1662-1742) dit Blanc la Goutte est un poète grenoblois ayant notamment publié des poèmes en patois du Dauphiné.

## Biographie
Né en 1662, François Blanc était épicier place Claveyson, à Grenoble. Il se marie avec Dimanche Pélissier en 1689. Il a quatre filles qui se marient toutes à des marchands et deux fils qui meurent en 1733 et 1740. Dimanche meurt en 1737 et François le 22 mars 1742. Il acquiert en 1711 une maison à Claix, qui lui tenait lieu de maison de campagne, et où il composa ses principales œuvres.
Il est souvent surnommé « Blanc la Goutte », étant atteint de la maladie qui porte ce nom : « jemey gouttu ne souffrit tant que mi » écrira-t-il.

## Œuvres
- Grenoblo Malhérou, récit de l'inondation des 13 et 14 septembre 1733 qui dévasta Grenoble[3]
- Jacquety de le Quatro Comare
- Coupy de la lettrra
- L'Épître…sur les réjouissances… pour la naissance de Monseigneur le Dauphin

Les poèmes de François Blanc sont connus pour être écrits en patois du Dauphiné.

« Grossié! me diri-vo, faudrit parla françois?

Y ne me revint pas si ben que lo patois. »

## Sources
- Préface de Grenoblo Malhérou par George Sand, édition de 1864 illustrée par Diodore Rahoult et Étienne Dardelet (George Sand cite notamment un livre de M. Pivot publié en 1859)
- Maurice Wantellet, Deux siècles et plus de peinture dauphinoise, Grenoble, édité par l'auteur, 1987, 269 p. (ISBN 2-9502223-0-7)